# Dinko Jukić
Dinko Jukić (Dubrovnik, Yugoslavia, 9 de enero de 1989) es un deportista austríaco de origen croata que compitió en natación. Su hermana Mirna compitió en el mismo deporte.
Ganó una medalla de bronce en el Campeonato Mundial de Natación en Piscina Corta de 2008, tres medallas en el Campeonato Europeo de Natación de 2008 y cinco medallas en el Campeonato Europeo de Natación en Piscina Corta entre los años 2008 y 2010.
Participó en dos Juegos Olímpicos de Verano, en los años 2008 y 2012, ocupando el cuarto lugar en Londres 2012, en la prueba de 200 m mariposa.

## Palmarés internacional
| Campeonato Mundial en Piscina Corta | Campeonato Mundial en Piscina Corta | Campeonato Mundial en Piscina Corta | Campeonato Mundial en Piscina Corta |
| Año                                 | Lugar                               | Medalla                             | Prueba                              |
| ----------------------------------- | ----------------------------------- | ----------------------------------- | ----------------------------------- |
| 2008                                | Mánchester (Reino Unido)            | Medalla de bronce                   | 400 m estilos                       |
| Campeonato Europeo                  |                                     |                                     |                                     |
| Año                                 | Lugar                               | Medalla                             | Prueba                              |
| 2008                                | Eindhoven (Países Bajos)            | Medalla de plata                    | 200 m estilos                       |
| 2008                                | Eindhoven (Países Bajos)            | Medalla de bronce                   | 400 m estilos                       |
| 2008                                | Eindhoven (Países Bajos)            | Medalla de bronce                   | 4 × 200 m libre                     |
| Campeonato Europeo en Piscina Corta |                                     |                                     |                                     |
| Año                                 | Lugar                               | Medalla                             | Prueba                              |
| 2008                                | Rijeka (Croacia)                    | Medalla de oro                      | 400 m estilos                       |
| 2008                                | Rijeka (Croacia)                    | Medalla de plata                    | 200 m mariposa                      |
| 2009                                | Estambul (Turquía)                  | Medalla de bronce                   | 200 m mariposa                      |
| 2010                                | Eindhoven (Países Bajos)            | Medalla de oro                      | 200 m mariposa                      |
| 2010                                | Eindhoven (Países Bajos)            | Medalla de bronce                   | 200 m estilos                       |